# Rudolf Jan Slaby
Rudolf Jan Slaby (Černošice, Bohèmia, 25 de gener de 1885 - Praga, 2 de juliol de 1957) fou un lingüista i traductor txec. Coautor, amb Rudolf Grossmann, del diccionari alemany-castellà Slaby-Grossman (Wörterbuch der spanischen und deutschen Sprache en dos volums, 1932, amb moltes reedicions). Fou rector de la Universitat de Praga, membre corresponent de la Reial Acadèmia Espanyola, de l'Acadèmia Argentina de la Llengua i de l'Acadèmia de la Llengua Basca. Traduí al txec obres de Guimerà, Rusiñol o Adrià Gual; i al català i al castellà principalment obres txeques.

## Vida i obra
Estudià filologia eslava, germànica i romànica a les Universitats de Praga i Berlín, i es dedicà més tard a la carrera pedagògica. Després de col·laborar, des de Praga, en la premsa hispana, el 1914 emprengué un viatge d'estudis a Espanya; davant la impossibilitat de retornar al seu país, degut a la declaració de la guerra europea i al tancament de les fronteres, s'establí a Barcelona. Aviat desenvolupà gran activitat amb el fi de fomentar l'intercanvi cultural entre l'estranger i Espanya, principalment amb relació a les nacions eslaves. La Universitat de Barcelona li atorgà el 1922 la venia legendi, i allà explicà diversos cursos sobre la història de les literatures eslaves i gramàtica russa comparada.
En traduccions rigorosament filològiques vessà a l'espanyol més de 100 obres de diferents autors: txecs, Němcová, Erben, Zeyer, Cech, Vrchlicky, Machar, Jirásek, Hermann, Světlá, Slejhar, Kvapil, Sabina, etc.; eslovacs, Urban i Kukucin; polonesos, Sienkiewicz i Reymont; russos, Gógol, Puixkin, Lérmontov, Merejkovski, Turguénev, Txékhov, Gorki i Andréiev; rutens, Xevtxenko, Vinnichenko; serbis, Lazárevich i Karadzic; croates, Kozarac; eslovens, Cankar i Presern; búlgars, Vazov, Tserkovsky, i lusacians, Bart-Ćišinski.
A més, traduí del suec diverses obres de Selma Lagerlöf i altres de l'anglès Henry Ford, Dickens, del danès, noruec, holandès, i de quasi tots els idiomes romànics. Com a traductor tècnic es dedicà a la traducció d'importants obres de medicina. Per al volum XIV dels diccionaris tècnics de Schlomann-Oldenburg, publicat a Múnic, redactà la part espanyola. El 1925, l'editorial Tauchnitz li encarregà la redacció d'un diccionari complet espanyol-alemany a base de l'última edició del Diccionario de la Real Academia Española; a més, se li deuen un diccionari manual alemany-espanyol i un altre anglès-espanyol. També publicà diverses traduccions a l'espanyol de texts d'òperes txeques (La núvia venuda) de Smetana; Rusalka, de Dvořák, amb col·laboració amb Pérez Hervás, i russes, Rimski-Kórsakov, Mússorgski, Stravinski i algunes al català (en col·laboració amb J. Pena). Al català vessa L'àvia, de B. Němcová, del txec, i dos volums de Puixkin, del rus. Per altra banda, traduí al txec algunes obres dramàtiques castellanes i catalanes de María Lejárraga, els germans Quintero, Rusiñol, Guimerà, Gual, etc. Des del 1921 col·laborà en l'Enciclopèdia Espasa, i des de finals de 1926 fou professor de l'idioma espanyol de l'Acadèmia Superior de Comerç de Praga.
Fou un dels fundadors, el 1929, de l'Institut Espanyol i Iberoamericà de Praga, on desenvolupà el càrrec de president de Turisme, i on també inicià l'ensenyança de la correspondència comercial espanyola. Continuant a Praga la seva tasca hispanista, organitzà diverses excursions col·lectives d'intel·lectuals txec-eslovacs a Espanya i Portugal, d'alumnes d'Acadèmies de Comerç, de mitjans txecoslovacs, de professors i catedràtics.
El 1932 es posà al front de la gira representativa de l'Associació coral de Mestres de Moràvia per Espanya, que dirigia el seu compatriota i amic Ferdinand Vach, especialment per Catalunya i Portugal. Llavors donà diverses conferències en espanyol, català i portuguès, i organitzà una sèrie d'homenatges oficials dels orfeonistes als genis ibèrics. A l'Ateneu de Madrid donà llavors una conferència documental sobre el tema Las relaciones culturales hispano-checas a través de los siglos. El 1932 lliurà a l'editorial Espasa Calpe, S. A., el manuscrit de l'obra Checoeslovaquia, su cultura y sus relaciones culturales con los paises iberoamericanos, ampliació del tema anterior, adjuntant una llista de veus txeques influïdes per l'espanyol. Un complement d'aquest treball és l'estudi La obra checoslovaca en Sudamérica, publicat a Praga el 1933, en la revista Argentina y Checoslovaquia.
En proclamar-se la República Espanyola, Slaby fou el primer a donar a Praga, l'abril de 1931, una conferència sobre la nova Espanya en un club polític, i després el 1932, per a celebrar el primer aniversari, en la Sala de la Facultat de Filosofia i Lletres de la Universitat de Praga. El 1929 fou l'organitzador principal de l'Exposició del Llibre Espanyol; el 1932, junt amb R. Pilat president del club Alpí de Praga, i l'Institut Espanyol, organitzà una interessant Exposició del Turisme Espanyol, a base d'amplis materials fotogràfics facilitats pel Patronat Nacional de Turisme, els Montañeros de Aragón, el Club Peñalara, de Madrid, el Sierra Nevada, de Granada, i altres.
El 1933 organitzà junt amb el doctor Len, una sèrie de conferències de l'Institut Espanyol, en la Facultat de Filosofia i Lletres, sobre Espanya, encarregant-se personalment del tema La España actual, conferència donada el 10 de febrer de 1933, sobre la cultura de la República Espanyola i l'Estatut de Catalunya de 1932. A Praga feu diverses versions txeques d'autors castellans: Concha Espina, Martínez Sierra, els germans Quintero, Ramón Gómez de la Serna, Pedro Muñoz Seca; sud-americans: P. J. Montilla, José Eustasio Rivera, Manuel Gálvez: portuguesos, Teixeira de Pascoaes, Eça de Queiroz, Ana de Castro Osório, i catalans Iglésias, Adrià Gual. A Praga redactà i publicà en castellà el catàleg de la dita Exposició del Llibre Espanyol, i el 1930, la Conferècia commemorativa de J. A. Montilla, ministre de Veneçuela, a Praga, sobre Bolivar, original espanyol en versió txeca.
Des de Praga, Slaby col·laborà amb la premsa espanyola i sud-americana, La Nación i Nosotros, de Buenos Aires. Al castellà vessà l'obra de l'autor txec Čapek, Una excursió a Espanya, versió publicada en part en La Nacíon, de Buenos Aires, junt amb un estudi sobre l'autor i cinc obres dramàtiques d'autors txecs contemporanis (la comèdia romàntica Don Quijote vuelve a la razón, de Viktor Dyk, i quatre comèdies dels autors txecs, F. Langer, Olga Scheinpflugová, G. Werner, František Xaver Svoboda), amb destí per la seva estrena en les escenes iberoamericanes.
El 1932 publicà a Leipzig el primer volum del seu Diccionari de les llengües espanyola i alemanya, amb la inclusió d'americanismes, llenguatge tècnic i comercial, regionalismes espanyols i veus de germania, obra que va merèixer l'aplaudiment unànime de la crítica espanyola. Aquest treball es basava en l'estudi directe de la llengua espanyola i en la consulta de més de 300 volums d'autors iberoamericans, sent la primera obra lexicogràfica, amb versions amb idioma no espanyol, que ofereix una selecció de regionalismes peninsulars i sud-americans i una classificació gramatical, minuciosa i sistemàtica, de les principals veus.
També es dedicà a l'estudi del basc i l'àrab, Slaby investigà les relacions dels sakaliba eslaus amb els califes àrabs d'Espanya en els segles IX al XII. L'Institut Espanyol de Praga conserva més de 70 obres hispanistes de Slaby, amb referència a les llengües eslaves. Col·laborà en el Diccionari de la Música, publicat a Barcelona el 1928. També és important la seva col·laboració en l'Enciclopèdia d'Otto (Praga), on dirigí l'informe ibero-americà (Espanya, Portugal, Amèrica Llatina) i que figura entre les millors informades sobre cultura ibero-americana entre totes les enciclopèdies mundials. Va acabar, igualment, un Diccionario español-checo y checo español i un mètode pràctic per a l'ensenyament del castellà.
Slaby va ser nomenat traductor i intèrpret jurat per a les llengües espanyola, portuguesa, catalana i alemanya per al Tribunal provincial de Praga. El 1932, en reconeixement de la seva tasca d'hispanista durant vint anys fou elegit, per votació unànime, membre corresponent de la Reial Acadèmia Espanyola, com a primer eslau que va merèixer aquesta distinció científica. També fou proposat pel mateix càrrec en l'Acadèmia Argentina de Buenos Aires i per l'Acadèmia de Bones Lletres de Barcelona.
Els mèrits de Slaby foren reconeguts oficialment també pel president de la República Espanyola, i per la Generalitat de Catalunya i per l'Institut d'Estudis Catalans i per diversos Governs sud-americans.